# Gibbons (Familienname)
Gibbons ist ein englischer Familienname.

## Namensträger
- Artoria Gibbons (1893–1985), amerikanische Schaustellerin
- Barbara Gibbons (1934–2014), US-amerikanische Kochbuchautorin und Kolumnistin
- Beth Gibbons (* 1965), britische Sängerin
- Billy Gibbons (* 1949), US-amerikanischer Musiker
- Brian Gibbons (Philologe), britischer Philologe und Hochschullehrer
- Brian Gibbons (Eishockeyspieler, 1947) (* 1947), kanadischer Eishockeyspieler
- Brian Gibbons (Politiker) (* 1950), britischer Arzt und Politiker (Labour Party)
- Brian Gibbons (Eishockeyspieler, 1988) (* 1988), US-amerikanischer Eishockeyspieler
- Cedric Gibbons (1893–1960), US-amerikanischer Szenenbildner
- Christopher Gibbons (1615–1676), englischer Organist und Komponist
- Dave Gibbons (* 1949), britischer Illustrator
- Edmund Francis Gibbons (1868–1964), US-amerikanischer Geistlicher, Bischof von Albany
- Edward Stanley Gibbons (1840–1913), englischer Philatelist und Unternehmer
- Floyd Gibbons (1887–1939), US-amerikanischer Journalist
- Franco Gibbons, palauischer Häuptling und Politiker
- Gary Gibbons (* 1946), britischer Physiker
- Gemma Gibbons (* 1987), britische Judoka
- Gerald T. Gibbons (1934–2007), US-amerikanischer Politiker
- Grinling Gibbons (1648–1721), englischer Bildhauer
- Harold J. Gibbons (1910–1982), US-amerikanischer Gewerkschafter
- Hugh Gibbons (1916–2007), irischer Politiker
- Ian Gibbons (Musiker) (1952–2019), britischer Musiker
- Ian R. Gibbons (1931–2018), britischer Molekularbiologe
- Irene Gibbons, geb. Irene Lentz (1900–1962), US-amerikanische Kostümbildnerin
- Irene Joy Gibbons, Geburtsname von Eva Taylor (Sängerin) (1895–1977), US-amerikanische Sängerin
- James Gibbons (Erzbischof) (1834–1921), US-amerikanischer Geistlicher, Erzbischof von Baltimore und Kardinal
- James Gibbons (Spezialeffektkünstler) (1894–1979), US-amerikanischer Spezialeffektkünstler
- James Gibbons (Politiker) (1924–1997), irischer Politiker (Fianna Fáil)
- Jennifer Gibbons (1963–1993), britisches Zwillingsmädchen und Autorin, siehe June und Jennifer Gibbons
- Jennifer Sidey-Gibbons (* 1988), kanadische Raumfahreranwärterin und Ingenieurin
- Jim Gibbons (Politiker, 1944) (* 1944), US-amerikanischer Politiker (Nevada)
- Jim Gibbons (Politiker, 1954) (* 1954), irischer Politiker
- John Gibbons (Jesuit) (1544–1589), englischer jesuitischer Theologe
- John Gibbons (Fußballspieler) (1925–2021), englischer Fußballspieler
- John Gibbons (Ruderer) (* 1943), neuseeländischer Ruderer
- John Gibbons (Baseballspieler) (* 1962), US-amerikanischer Baseballspieler
- John Gibbons, 2. Baronet († 1776), britischer Politiker
- John C. Gibbons († 2021), Politiker aus Palau
- John H. Gibbons (1929–2015), US-amerikanischer Physiker und Regierungsbeamter
- John Henry Gibbons (1859–1944), US-amerikanischer Marineoffizier
- John Joseph Gibbons (1924–2018), US-amerikanischer Richter
- John Lloyd Gibbons (1837–1919), britischer Politiker
- June Gibbons (* 1963), britisches Zwillingsmädchen und Autorin, siehe June und Jennifer Gibbons
- Len Gibbons (1930–2011), englischer Fußballspieler
- Martin Gibbons (* 1953), irischer Politiker
- Mike Gibbons (1887–1956), US-amerikanischer Boxer
- Norman E. Gibbons (1906–1977), kanadischer Bakteriologe
- Orlando Gibbons (1583–1625), englischer Komponist
- Phillip Gibbons (* vor 1979), US-amerikanischer Informatiker
- Robert Gibbons (* 1958), US-amerikanischer Wirtschaftswissenschaftler
- Ryan Gibbons (* 1994), südafrikanischer Radrennfahrer
- Sam Gibbons (1920–2012), US-amerikanischer Politiker
- Seán Gibbons (1883–1952), irischer Politiker
- Stella Gibbons (1902–1989), britische Autorin, Journalistin und Lyrikerin
- Steve Gibbons (* 1941), britischer Musiker
- Steve Gibbons (Politiker) (* 1949), australischer Politiker
- Tommy Gibbons (1891–1960), US-amerikanischer Boxer
- William Gibbons (1726–1800), US-amerikanischer Politiker
- William Conrad Gibbons (1926–2015), US-amerikanischer Historiker
- William P. Gibbons (1812–1897), US-amerikanischer Naturforscher
- Yutaka Gibbons (1944–2021), Häuptling von Koror in der Inselrepublik Palau